# Bonnie und Clyde

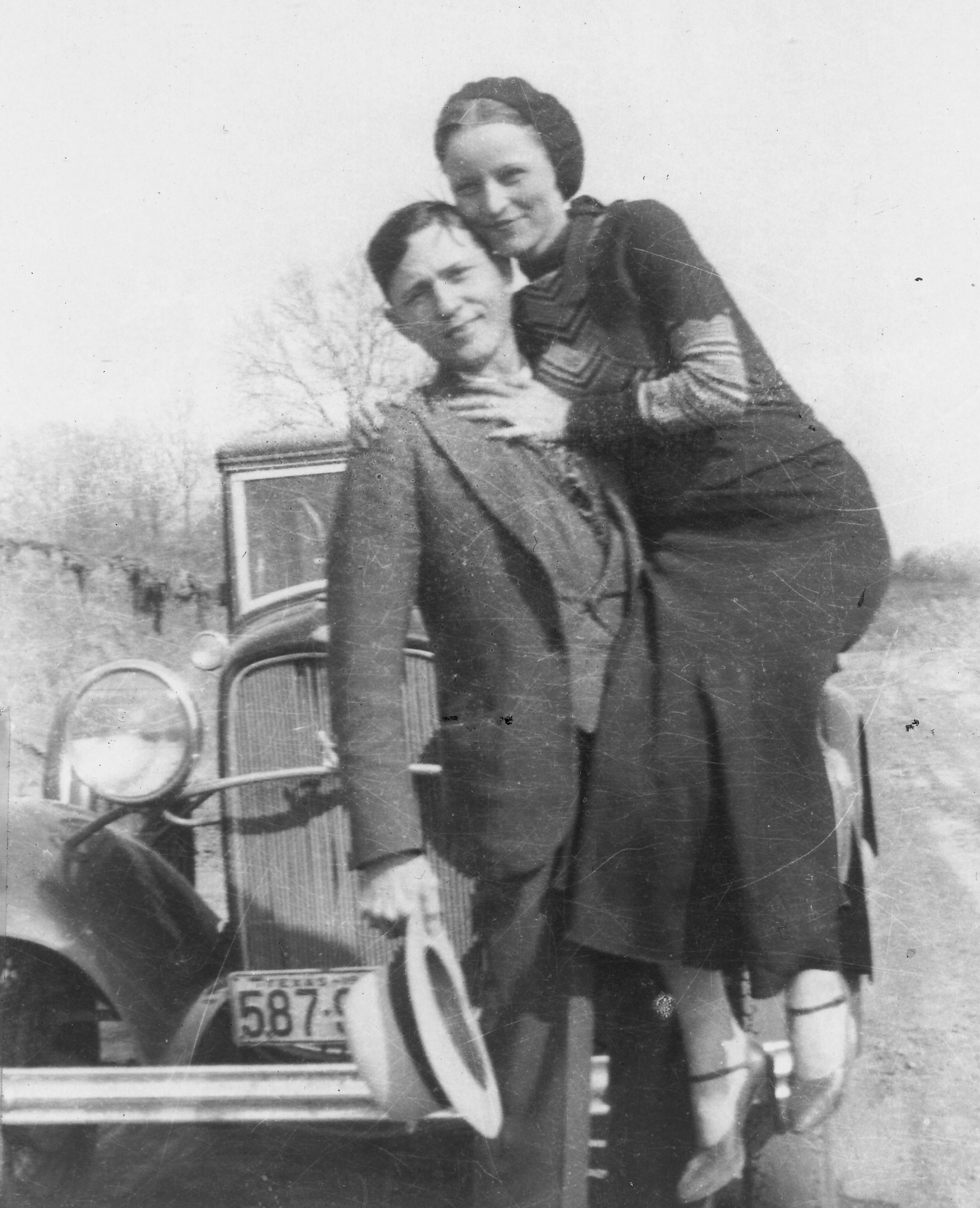
Bonnie und Clyde im März 1933; von der Polizei im Versteck in Joplin, Missouri, gefundenes Foto

Bonnie und Clyde war ein aus den Kriminellen Bonnie Elizabeth Parker (* 1. Oktober 1910 in Rowena, Runnels County, Texas; † 23. Mai 1934 im Bienville Parish, Louisiana) und Clyde Chestnut Barrow (* 24. März 1909 in Telico, Ellis County, Texas; † 23. Mai 1934 im Bienville Parish, Louisiana) bestehendes US-amerikanisches Verbrecherpaar.
Bonnie und Clyde zogen während der Weltwirtschaftskrise durch den Mittleren Westen der Vereinigten Staaten und überfielen gemeinsam mit anderen Kriminellen bandenmäßig Lebensmittelgeschäfte, Tankstellen und kleinere Banken auf dem Land, wobei sie insgesamt 14 Morde (hauptsächlich an Polizisten) verübten. Ihre Verbrechen sorgten neben denen von anderen wie John Dillinger und Alvin Karpis in der Zeit der Wirtschaftskrise von 1931 bis 1935 in den USA für erhebliches Aufsehen. Diese Periode wurde auch als die Ära der Staatsfeinde („Public Enemy Era“) bezeichnet.

## Die historischen Personen
Bonnie Parker wurde 1910 im texanischen Rowena geboren. Ihr Vater Charles Parker war Maurer. Als er 1914 starb, zog Bonnies Mutter Emma Krause Parker mit Bonnie, deren älterem Bruder Hubert und der jüngeren Schwester Billie Jean Moon in einen Vorort von West Dallas, die sogenannte Cement City. Bonnie war eine gute Schülerin. Als sie 16 war, heiratete sie ihre Sandkastenliebe Roy Thornton. Obwohl es keine gute Ehe war, ließ sie sich nicht scheiden, auch nicht, als Thornton 1929 zu fünf Jahren Gefängnis verurteilt wurde. Bonnie hatte oberhalb des rechten Knies die Aufschrift Roy and Bonnie eintätowiert. Außerdem trug sie wohl bei ihrem Tod immer noch den Ehering von Thornton. Sie hatte eine Vorliebe für die Schriftstellerei und die Künste. Ihr Gedicht The Story of Bonnie and Clyde ist eine persönliche Beschreibung ihrer Eskapaden.
Clyde Barrow wurde 1909 in Telico nahe Dallas geboren. Er war eines von mehreren Kindern armer Landarbeiter. Polizeilich aktenkundig wurde er erstmals 1926, als er einen Mietwagen nicht rechtzeitig zurückgebracht hatte und nach einer Flucht festgenommen wurde. Bald darauf wurde er gemeinsam mit seinem Bruder Marvin „Buck“ Barrow wegen Besitzes gestohlener Truthähne verhaftet. Von 1927 bis 1929 ging er verschiedenen Arbeiten nach, brach aber parallel dazu Tresore auf, überfiel Geschäfte und stahl Autos. Nach Festnahmen 1928 und 1929 kam er im April 1930 in die Gefängnisfarm Eastham im texanischen Houston County. Dort wurde er von einem Mithäftling mehrfach sexuell missbraucht, und dieses traumatische Erlebnis sollte sein Leben verändern: Es machte aus einem Kleinkriminellen einen brutalen Gangster und Mörder. Clyde erschlug zunächst seinen Vergewaltiger im Gefängnis – ein Mithäftling, der lebenslang einsaß, nahm die Schuld auf sich. Dann schwor er der Polizei und Justiz in Texas Rache für das, was er im Gefängnis durchgemacht hatte. Als er im Februar 1932 auf Bewährung entlassen wurde, war er ein anderer Mensch; seine Schwester Marie erkannte ihn nicht wieder. Es war der Beginn einer Serie schwerer Straftaten und Morde und eines Katz-und-Maus-Spiels mit der Polizei, durch das er und Bonnie zu Berühmtheit gelangten.
Noch vor seinem zweijährigen Gefängnisaufenthalt, im Januar 1930, war Clyde Bonnie in Oak Cliff bei Dallas begegnet, und die beiden waren ein Paar geworden. Als er zwei Monate später ins Gefängnis kam, besorgte ihm Bonnie eine Pistole und schmuggelte sie an den Wachen vorbei. Mit der Waffe gelang es ihm auszubrechen, er wurde jedoch eine Woche später in Ohio wieder gefasst. Zurück im Gefängnis ließ sich Clyde 1932 von einem Mithäftling den linken großen Zeh und ein Stück eines weiteren Zehs mit einer Axt abhacken, um sich der schweren Arbeit dort zu entziehen. Dies ruinierte seinen Gang für den Rest seines Lebens und erschwerte ihm das Tragen von Schuhen beim Autofahren. Woher er oder ein Mithäftling die Axt nahm, ist unklar. Nach Clydes Entlassung im Februar 1932 blieb Bonnie stets an seiner Seite.
Nach einem gescheiterten Raubüberfall im März 1932 wurde Bonnie in Kaufman, Texas, zu einer Gefängnisstrafe verurteilt, aber bereits im Juni wieder freigelassen. Das Duo führte eine kleine Gruppe Gleichgesinnter an, die bald als Barrow-Bande bekannt wurde. Insgesamt tötete die Bande in den Jahren 1932 bis 1934 neun Polizeibeamte. Bonnie und Clyde entwischten der Polizei immer wieder, weil die Sicherheitsbehörden zur Zeit der Depression schlecht bezahlt und schlecht koordiniert waren und Clyde die Polizei mit seinem Ford V8 (Modell 18, Baujahr 1932), der neuesten Entwicklung des Autobauers, bei jeder Verfolgungsjagd abhängte. Er soll sogar einen Brief an die Ford Motor Company geschrieben haben, in dem er die Vorzüge des V8 lobte: Ein an Henry Ford persönlich adressierter und mit Clyde Champion Barrow unterschriebener Brief ging dort ein. Die Echtheit dieses Briefes ist allerdings zweifelhaft. Etwa zur selben Zeit erhielt Ford einen ähnlichen Brief von jemandem, der behauptete, John Dillinger zu sein. Das Unternehmen benutzte beide Briefe in seiner Werbung. Bonnies oben erwähntes Gedicht The Story of Bonnie and Clyde wurde von etlichen Zeitungen veröffentlicht.

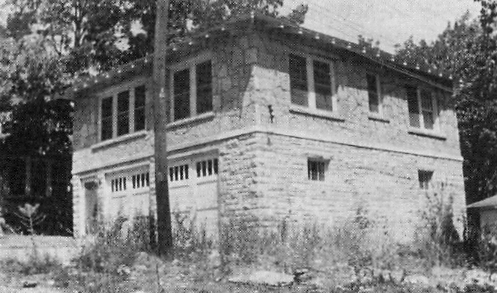
Foto des FBI vom Unterschlupf der Barrow-Bande im April 1933

Auf ihrem Raubzug durch die Bundesstaaten Texas, Oklahoma, New Mexico und Missouri nutzte die Barrow-Bande, die zu dieser Zeit neben Bonnie Parker und Clyde Barrow aus Barrows älterem Bruder Buck, dessen Frau Blanche sowie William Daniel Jones bestand, im April 1933 eine Wohnung in Joplin in Missouri zwölf Tage lang als Unterschlupf.
Im Juni 1933 waren Clyde und Bonnie nachts mit dem Auto unterwegs. Dabei übersah Clyde ein Warnschild, das eine Brückenbaustelle anzeigte. Die beiden durchbrachen mit ca. 70 Meilen pro Stunde die Absperrung. Das Auto schlug nach einem kurzen freien Fall auf dem Boden auf. Schwefelsäure trat aus der Fahrzeugbatterie aus und verätzte Bonnies rechtes Bein. Die Haut wies Verbrennungen dritten Grades und sehr tiefe Verätzungen auf. Dieser Unfall verursachte auch bei Bonnie ein starkes Hinken wie bei Clyde. Teilweise waren die Beschwerden und Schmerzen so schwer, dass sie mehr hüpfte als ging und von Zeit zu Zeit von Clyde sogar getragen werden musste.
Während eines Zugriffs der Polizei im Juli 1933 in der Nähe von Platte City, Missouri, wurde Buck tödlich verletzt und seine Frau festgenommen.
1934 kam es zu Clydes wohl symbolträchtigstem Racheakt: Er überfiel die Gefängnisfarm Eastham, den Ort seines Missbrauchs. Dabei wurden zwei Wärter getötet und etliche Häftlinge befreit. Mit einem von ihnen, Henry Methvin, waren Bonnie und Clyde schwer bewaffnet unterwegs, als sie am 1. April 1934 in der Nähe von Grapevine in Texas von zwei Beamten der Highway Patrol angehalten wurden. Methvin begann zu schießen und tötete die Beamten. Fünf Tage danach erschoss die Gruppe einen weiteren Polizisten bei Commerce in Oklahoma.

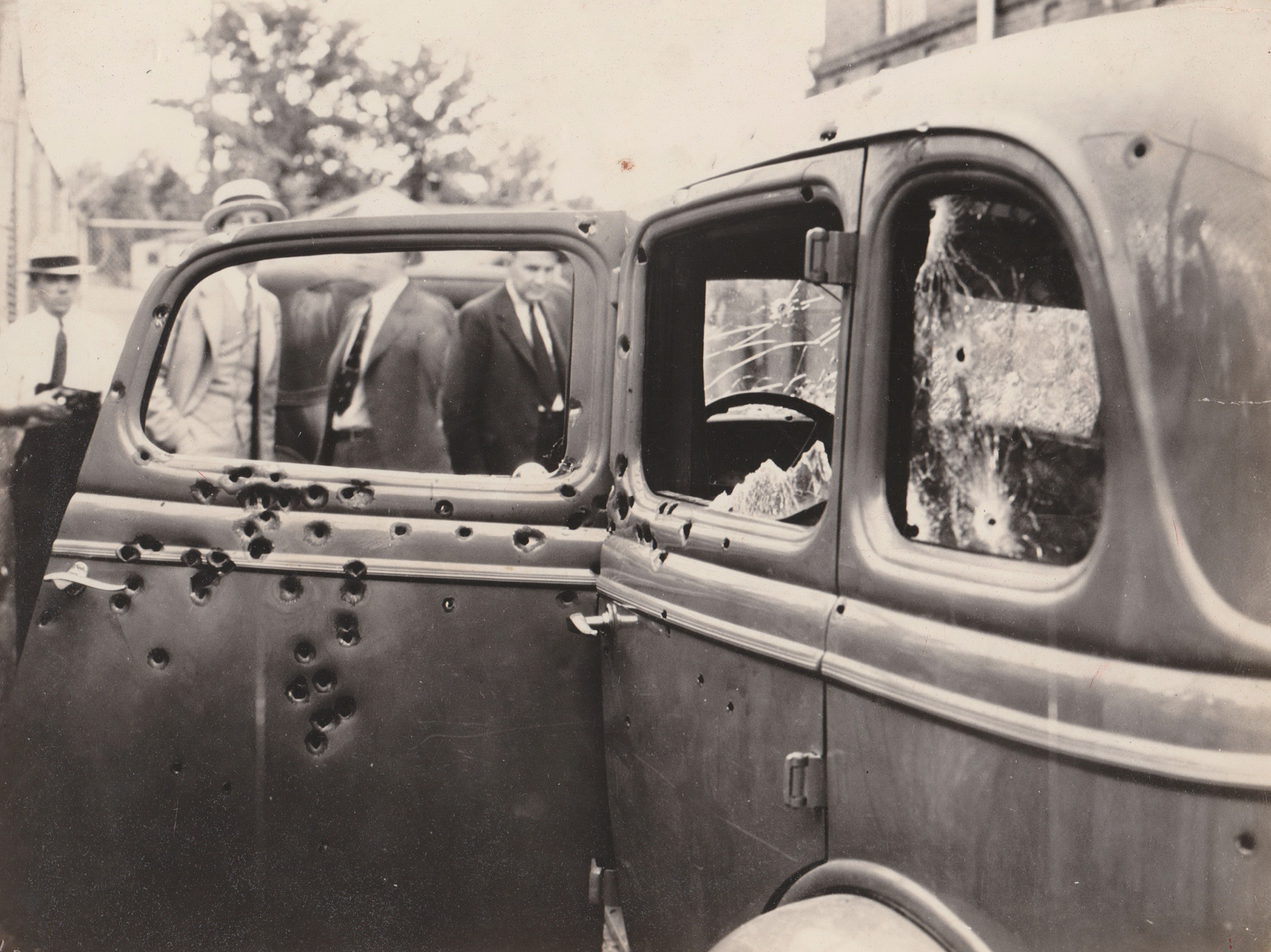
Zerschossener Ford V8, in dem Bonnie und Clyde getötet wurden

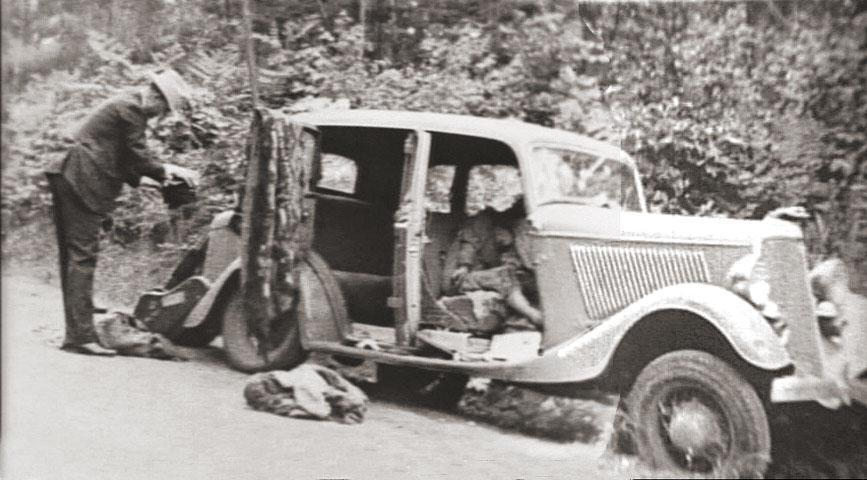
23. Mai 1934

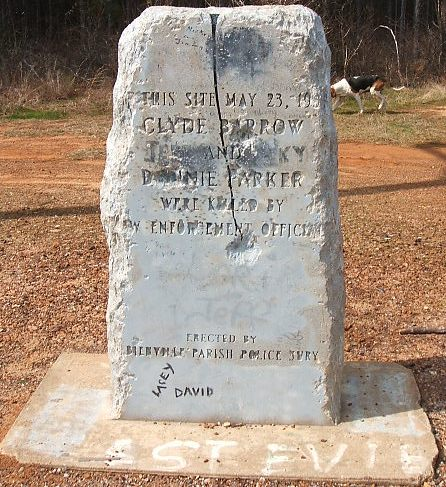
Gedenkstein an dem Ort, an dem Bonnie und Clyde erschossen wurden

Inzwischen heftete sich der ehemalige Texas Ranger Francis Augustus Hamer an die Fersen des Gangsterduos. Er fuhr das gleiche Ford-Modell wie Clyde und arbeitete eng mit dem FBI zusammen, das damals noch den Namen BOI (Bureau of Investigation) trug. In Dallas wurden die Telefone von Bonnies und Clydes Familien abgehört, und bald wusste Hamer alles über die Gewohnheiten der beiden. Am 13. April 1934 erhielt ein FBI-Agent durch Ermittlungen Informationen, dass sich Bonnie und Clyde definitiv in einem abgelegenen Abschnitt südwestlich von Ruston, Louisiana, aufhielten.
Nach der Befreiung von Henry Methvin hatte Hamer im Geheimen mit dessen Familie verhandelt und Methvins Vater für die Mitarbeit gewonnen. Mit seiner Hilfe wurden Bonnie und Clyde in eine Falle gelockt: Das FBI und die örtlichen Strafverfolgungsbehörden in Louisiana und Texas erfuhren, dass Bonnie und Clyde mit einigen der Methvins in der Nacht vom 21. Mai 1934 eine Party am Black Lake feierten und zwei Tage später in das Gebiet der Methvins zurückkehren sollten. Noch vor Sonnenaufgang am 23. Mai 1934 versteckte sich  ein schwerbewaffneter Trupp von Polizeibeamten aus Louisiana und Texas mit eindeutiger Tötungsabsicht in Büschen entlang des State Highway 154 in Louisiana in der Nähe von Sailes, Louisiana, unter ihnen auch der Texas Ranger Frank Hamer. In Absprache mit der Polizei täuschte Vater Methvin mit seinem Wagen auf der Straße eine Reifenpanne vor. Als Bonnie und Clyde um 9:15 Uhr vorbeifuhren, Methvins Vater erkannten und anhielten, wurde ihr Ford von den Fahndern mit 167 Projektilen aus automatischen Waffen, Schrotflinten und Pistolen durchsiebt und jeder von ihnen von ca. 50 Geschossen tödlich getroffen. Das Paar wurde in Dallas, Texas, auf zwei verschiedenen Friedhöfen begraben. Bonnie Parker liegt im Crown Hill Memorial Park und Clyde Barrow auf dem Western Height Cemetery.
Gegenstände aus dem Besitz des Paares, wie Parkers Revolver Colt Detective Special .38 und Barrows Pistole Colt M1911, wurden am 30. September 2012 für 504.000 Dollar versteigert.

## Künstlerische Rezeption
Die kriminelle Laufbahn des Paares Bonnie und Clyde inspirierte Autoren aus mehreren Genres zu mehr oder weniger freien Interpretationen des Themas. Weil die dort dokumentierten Ereignisse und besonders das Verhältnis der Täter zueinander teilweise in romantisierender Weise dargestellt wurden, sahen sich einige von ihnen der Kritik der Verherrlichung von Verbrechen und Gewalt ausgesetzt.
Infolge der romantischen Verklärung der Geschichte des umherziehenden und gejagten Gangsterpärchens ist der Begriff „wie Bonnie und Clyde“ sprichwörtlich geworden für Unzertrennlichkeit angesichts widriger Umstände, für unverbrüchliche Liebe und Zusammenhalt selbst bis in den Tod (lieber tot als getrennt oder gefangen) und für „Wir beide gegen den Rest der Welt“. Diese Metapher wurde von zahlreichen Autoren und Künstlern aufgegriffen.

### Spielfilme
- Bereits 1937 entstand mit Gehetzt von Fritz Lang der erste Film in Anlehnung an das Leben des Gangsterpärchens.
- Im Jahr 1958 kam der Film Die Höllenkatze (The Bonnie Parker Story) mit Dorothy Provine heraus.
- 1967 produzierte Warren Beatty, der auch die Rolle des Clyde übernahm, den Film Bonnie und Clyde. Die Regie führte Arthur Penn, Bonnie wird von Faye Dunaway dargestellt. Der Film stellt die Figuren in einem romantischen Licht dar. Er erhielt einerseits viele positive Kritiken und trug beträchtlich zum glamourösen Image des kriminellen Pärchens bei, andererseits löste er auch eine Kontroverse wegen möglicher Gewaltverherrlichung aus. Estelle Parsons, in der Rolle der Blanche, wurde mit einem Oscar für die beste Nebendarstellerin ausgezeichnet. Einen weiteren Oscar erhielt Burnett Guffey für seine Kameraführung.
- 1972: Sergio Corbuccis J. and S. - storia criminale del far west (deutscher Titel: Die rote Sonne der Rache) verlegt die Geschichte in die Zeit des Wilden Westens.
- 1982: Bonnie und Clyde auf italienisch (Bonnie e Clyde all’italiana) – Regie: Stefano Vanzina
- 1992 erschien die Fernsehverfilmung Bonnie & Clyde: The True Story. Im Gegensatz zu der romantisierten Version von Warren Beatty bemühte man sich hier um größtmögliche Authentizität. So wurde, abgesehen davon, dass es sich bei den beiden Hauptakteuren um Teenager handelt, auch an Originalschauplätzen in Texas gedreht.
- 1993 kam der Film Teenage Bonnie and Klepto Clyde heraus. Ein junges Pärchen beschließt, seine Kleinstadt-Langeweile über Bord zu werfen, und macht sich auf eine blutige Tour. Der Titel des Films setzte die Erwartungen des Publikums sehr herab. Die Story und die Umsetzung an sich sind jedoch durchaus gelungen, wie auch verschiedene Kommentare – etwa in der IMDb – zeigen.
- 1994 erschien der Film Natural Born Killers von Oliver Stone, der Elemente der Geschichte von Bonnie und Clyde frei interpretiert in eine verfremdete Gegenwart versetzt.
- Bollywood hat diese Geschichte 2005 in dem indischen Film Bunty Aur Babli ebenfalls romantisierend adaptiert.
- 2013 erschien der Fernsehfilm Bonnie & Clyde mit den Darstellern Emile Hirsch, Holliday Grainger und Holly Hunter unter der Regie von Bruce Beresford.
- 2019 erzählte Regisseur John Lee Hancock im Film The Highwaymen mit Kevin Costner und Woody Harrelson die letzten beiden Monate des Gangsterpärchens aus Sicht ihrer Verfolger Hamer und Gault.
- 2019 kam der Film Bonnie & Bonnie von Ali Hakim heraus, eine lesbische Variante, die ausdrücklich auf den Vornamen von Bonnie Parker zurückgreift.

### Serien
- In der Episode 412 Die Liebe in Springfield (Staffel 19, Episode 12) der Serie Die Simpsons wird die Geschichte von Bonnie und Clyde komödiantisch durch Homer und Marge nacherzählt.
- In der 37. Folge der ersten Staffel der Serie Lilo & Stitch werden die Experimente #149 und #150 von Lilo nach Bonnie und Clyde benannt.
- In Staffel 6, Episode 13 von Criminal Minds überfällt ein Pärchen mehrere Tankstellen und Drug Stores, weswegen sie mit Bonnie und Clyde verglichen werden.
- In Staffel 2, Episode 12 von Flashpoint überfällt ein Pärchen einen Juwelier, bezahlt nicht in einem Restaurant und nimmt bei einer Hochzeitsgesellschaft Geiseln, weswegen sie mit Bonnie und Clyde verglichen werden.
- Eine Episode der 2. Staffel der Serie Once Upon a Time erzählt die Vorgeschichte der Hauptfigur Emma Swann, die mit ihrem damaligen Freund eine ähnliche Geschichte erlebte, wie Bonnie und Clyde.[7]
- In Episode 17 der 3. Staffel von  Blue Bloods überfällt ein junges Pärchen aus Protest gegen das System Banken und wird „Bonnie und Clyde“ genannt. Das Mädchen ohne kriminelle Vorgeschichte wird festgenommen, der später im Auto gestellte Junge lässt sich nicht festnehmen und eröffnet das Feuer auf die Polizei.[8]
- Eine Episode in der 1. Staffel, Episode 9 der NBC Serie Timeless, indem die Protagonisten sich als ein Zweites Verbrecherpaar ausgeben und bei der Razzia dabei sind[9]
- In der 10. Folge der sechsten Staffel von Gossip Girl, Folge: New York, I Love You XOXO wird die Geschichte von Bonnie und Clyde in die Beziehung von Blair Waldorf und Chuck Bass eingeflochten und in die heutige Zeit übertragen.
- In der 9. Folge der 6. Staffel von Psych geht es um ein kriminelles Paar namens Barbie und Clive Noble, welche das Spa-Resort überfallen, in dem Shawn und Juliet gerade Urlaub machen.[10]
- In Staffel 4 von Big Mouth verkleiden sich Jay und Lola an Halloween als das Verbrecherpaar. Dabei überfallen sie das Verbindungshaus einer Studentengruppe.
- In der 10. Folge der 5. Staffel von Legends of Tomorrow haben Bonnie und Clyde einen Auftritt als sogenannte Wiederkehrer.

### Hörspiel
- 2018 inszenierte die Schweizer Autorin Simona Ryser als Regisseurin ihre eigene literarische Vorlage als Hörspiel beim Schweizer Radio und Fernsehen (SRF) unter dem Titel Bonnie und Clyde. Nach einer wahren Geschichte. Bonnie und Clyde wurden von liane Amuat und Jirka Zett gesprochen.

(siehe hierzu: Internetdatenbank HörDat)

### Musik (Auswahl)
- Von Serge Gainsbourg gibt es ein französisches Lied mit dem Titel Bonnie and Clyde, 1968 im Duett gesungen mit Brigitte Bardot. Eine weitere Version dieses Songs gibt es von Mick Harvey. Und auch auf dem 1999 erschienenen Album der Walkabouts (Trail of Stars, Glitterhouse Records) findet sich eine Interpretation des Songs von Serge Gainsbourg als zwölfter, nicht dokumentierter Titel (Hidden Track).
- Ein Lied zu diesem Thema stammt von Georgie Fame (Ballad of Bonnie & Clyde) und erschien im März 1968.
- 1968 kam Merle Haggard mit seinem Lied The Legend of Bonnie and Clyde auf Platz 6 der US Country Charts.
- Die Toten Hosen veröffentlichten 1996 das Stück Bonnie & Clyde auf dem Album Opium fürs Volk. Hier fordert ein Mann eine Frau auf, es dem Gangsterpaar nachzutun.
- 1996 veröffentlichte der Rapper Tupac Amaru Shakur unter seinem Pseudonym Makaveli das Lied Me and My Girlfriend welches Bezug auf Bonnie und Clyde nimmt.
- 1998 veröffentlichte Prince auf seinem Album The Truth einen Song mit Namen The Other Side of the Pillow, der eine Anspielung auf Bonnie enthält.
- 1999 brachte Eminem das Lied 97’ Bonnie & Clyde (just the two of us) heraus, worin es aber nicht um das Leben des Gangsterpaares, sondern um einen Mord geht. Nach dem Mord an der Kindsmutter durch den Vater bezeichnet er sich und seine Tochter als ‚'97 Bonnie and Clyde‘
- Ein Duett des Rappers Jay-Z mit der ehemaligen Destiny’s-Child-Sängerin Beyoncé Knowles trägt den Titel Bonnie and Clyde und greift sowohl im Text als auch im Musikvideo die Bonnie-und-Clyde-Thematik romantisierend auf.
- Stereolab nahmen Ende der 1990er Jahre ein Lied namens Bonnie and Clyde auf, das später auch als Remix veröffentlicht wurde.
- Matthew Herbert veröffentlichte im Jahr 2002 ein Lied auf dem Album Secondhand Sounds/Herbert Remixes, auf dem Label Peacefrog Records, in dem er den Titel von Serge Gainsbourg neu abmischte. Dieser Remix trägt den Titel – Serge Gainsbourg – Bonnie & Clyde (Herbert’s Fred & Ginger Mix)
- 2002 veröffentlichte JAY-Z das Lied 03' Bonnie & Clyde mit Anleihen aus Tupac Shakurs Song Me and My Girlfriend von 1996.
- Auf der Nordwind-CD Eure kranke Welt ist unsere Bühne von 2004 ist ein Lied über Bonnie und Clyde vertreten.
- Auf dem 2007 veröffentlichten Album Jörn Schlönvoigt des gleichnamigen Sängers und Schauspielers befindet sich ebenfalls ein Titel mit dem Namen Bonnie und Clyde.
- 2008 veröffentlichte Bushido zusammen mit Cassandra Steen den Titel Bonnie and Clyde auf seinem Album Heavy Metal Payback. Zudem rapt Bushido vermehrt über Bonnie & Clyde, wie zum Beispiel in dem Song Cla$$ic, aus dem Kollaboalbum Classic, welches von ihm und Shindy 2015 veröffentlicht worden ist.
- Demi Lovato veröffentlichte im Jahr 2009 das Studioalbum Here We Go Again, auf dem der Song Stop The World zu hören ist. In diesem Song heißt es in einer Zeile: “Like Bonnie and Clyde, let’s find a ride and ditch this town”.
- Auf dem 2010 erschienenen Hoodtape des Rappers Kollegah, ist der Titel 2010 Bonnie und Clyde enthalten.
- 2010 veröffentlichte Andy Samberg zusammen mit Rihanna den parodierenden Song Shy Ronnie 2: Ronnie & Clyde, der Einzug auf dem Album Turtleneck & Chain von The Lonely Island fand. Rihanna schlüpft dabei in die Rolle von Clyde, während Samberg als seine Kunstfigur Shy Ronnie einen Bonnie-Verschnitt darstellt. Bei einem Bankraub kommt zweiterem dabei seine Introvertiertheit und Schüchternheit in die Quere.
- 2012 erschien mit Criminal die vierte Single aus Femme Fatale, dem siebten Studioalbum von Pop-Ikone Britney Spears. Im Video wird die Geschichte eines kriminellen Paares auf der Flucht thematisiert, welche an Bonnie und Clyde angelehnt ist.
- 2013 erschien das Debütalbum von Liquit Walker, Unter Wölfen. Auf dem Album gibt es den Song Bonnie Parker.[11]
- Das Musikvideo zu dem 2013 erschienenen Lied Hinterland auf dem gleichnamigen Album von Casper wird als eine Hommage an das Leben von Bonny und Clyde gesehen.
- 2012 wurde auf dem Album Rivals von der schwedischen Band Her Bright Skies ein Titel namens Bonnie & Clyde (The Revolution) veröffentlicht.
- Moses Pelham und Cora E. machten gemeinsam einen Track mit dem Titel Bonnie und Clyde 2000, erschienen auf dem Album Evolution.
- Das erste Musikvideo zu Addicted To You von Avicii erzählt Überfälle nach und stellt dabei Bonnie und Clyde dar.[12]
- Im 2014 veröffentlichten Lied Refugees der britischen Gruppe Embrace sind die Zeilen enthalten: "Like Bonnie and Clyde, Except we don't die tonight."
- Beyoncé und Jay-Z widmeten 2014 ihr Promo-Video Run zu ihrer gemeinsamen Tour On The Run dem Verbrecherduo Bonnie & Clyde. Im Video mit Jake Gyllenhaal, Sean Penn und weiteren Stars geht es um das Duo Bonnie & Clyde.
- Am 17. November 2014 veröffentlichten Peter Shukoff und Lloyd Ahlquist auf ihrem Youtube-Kanal ERB das „Epic Rap Battle of History“ Romeo and Juliet vs Bonnie and Clyde.
- Das Musikvideo zu Flash mich von Mark Forster (2014) zeigt zwei Hauptfiguren, die als schwule Pendants zu Bonnie und Clyde angelegt sind.[13]
- Seiler und Speer veröffentlichten in ihrem Album Ham kummst am 16. April 2015 einen Titel namens Bonnie und Clyde. Er handelt von einem Bankräuber, der während des Überfalls eine Bankbeamtin bedroht und gleichzeitig von einem Leben "wie Bonnie und Clyde" mit ihr träumt.
- Der Rapper Fard veröffentlichte in seinem Album EGO einen Titel über Bonnie und Clyde.
- Am 23. September 2016 veröffentlichte Sarah Connor zusammen mit Henning Wehland Bonnie & Clyde als Single.
- Auf dem 2016 erschienenen Hoodtape 2 des Rappers Kollegah, ist der Titel Bonny und Clyde 2016 enthalten.
- 2016 veröffentlichte der südkoreanische Singer-Songwriter Dean das Lied Bonnie & Clyde
- Anfang 2017 veröffentlichte das deutsche Schlagerduo Fantasy eine Single mit dem Namen Bonnie und Clyde.
- Der südkoreanische Liedtext der im Juni 2017 herausgebrachten Single As If It’s Your Last von Blackpink erwähnt Bonnie und Clyde.
- Das 2017 veröffentlichte Lied I’m the One von DJ Khaled enthält die Textzeile: „Modern day Bonnie and Clyde what they named us.“
- Die österreichische Popband Tagtraeumer veröffentlichte am 4. August 2017 das Lied Bonnie & Clyde.
- Der schwedische DJ Avicii veröffentlichte am 10. August 2017 das Lied Without You, in dessen Textzeile es heißt: „I’m going Bonnie and Clyde without you.“
- 2017 veröffentlichte Taylor Swift das Lied Getaway Car, in dem es heißt: „We were jet-set, Bonnie and Clyde, until I switched to the other side.“
- 2017 wurde das Lied Him and I von G-Eazy in Kooperation mit Halsey veröffentlicht. In einem Vers heißt es dort: „2017 Bonnie and Clyde, wouldn’t see the point of living if one of us died.“
- 2017 erschien ein Lied von Zayn in Kooperation mit Sia mit dem Titel Dusk Till Dawn, in dem es um die Geschichte von Bonnie und Clyde geht.
- Im September 2018 veröffentlichten der kosovarische Rapper Mozzik und seine Freundin Loredana ein Lied mit dem Namen Bonnie & Clyde.
- Am 2. August 2019 veröffentlichte die dänische Rockband Volbeat ein Lied mit dem Namen The Awakening of Bonnie Parker.
- Am 29. November 2019 veröffentlichte der russische Pop-Sänger Sergey Lazarev auf seinem Studioalbum "eto ya" ein Lied mit dem Namen "Bonnie und Clyde"
- 2019 veröffentlichte das Duo twocolors das Lied Never Done This, in dessen Refrain es heißt „Bonnie and Clyde would've never done this“.
- Am 7. August 2020 veröffentlichte das niederländische DJ- und Produzentenduo Chocolate Puma zusammen mit Grace Tither das Lied Rebels on the Run in dem es in einer Textzeile heißt „I'll be the Bonnie to your Clyde“[14].
- 2021 brachte Yuqi(우기) von der K-Pop Gruppe (G)I-dle ein Solo namens "Bonnie and Clyde" raus. Das Musikvideo dazu wurde am 20. Mai 2021 auf Youtube herausgebracht.
- 2025 veröffentlichte die britische Band Bastille im Album „&“ Ampersand, Part Four den Song Bonnie & Clyde.

### Theater
- 2001 wurde das Musical Bonnie und Clyde, Buch, Gesangtexte und Musik von Paul Graham Brown am Theater Heilbronn uraufgeführt.
- 2006 wurde vom Jungen Ensemble Stuttgart das Stück Bonnie und Clyde – ein Stück für drei Schauspieler und einen Fluchtwagen von Thomas Richhardt uraufgeführt, das mit den Biographien von Bonnie Parker und Clyde Barrow arbeitet.
- Am 1. Oktober 2008 wurde beim Uraufführungsfestival WERKSTATT 08 in Oberzeiring, Steiermark, das Stück Clyde und Bonnie von Holger Schober uraufgeführt. Schauplatz der Aufführung war ein Autohaus in Unterzeiring. Das Stück wurde 2009 auch vom Theater Erlangen im Theater in der Garage mit Linda Foerster und Steffen Riekers und in der Saison 2010/2011 am Theater Aachen mit Emilia Rosa de Fries und Philipp Manuel Rothkopf aufgeführt. 2011 wird das Stück am E.T.A.-Hoffmann-Theater in Bamberg aufgeführt.
- Mit dem Mythos des Paares Bonnie und Clyde beschäftigt sich auch die Komödie Zwei wie Bonnie und Clyde – denn sie wissen nicht, wo sie sind! von Sabine Misiorny und Tom Müller. Hier versucht ein dilettantisches Gaunerpärchen, seinen Vorbildern nachzueifern. Aufgrund mangelnder Intelligenz und geringer krimineller Energie gelingt es ihnen jedoch nicht, eine Bank auszurauben. Uraufgeführt wurde die Komödie am 25. März 1999 von den Autoren selbst mit ihrem m&m theater im Rotationstheater in Remscheid-Lennep. Seit Herbst 2007 ist die Komödie auch in zahlreichen anderen Produktionen auf vielen deutschen Bühnen zu sehen.
- Im Februar 2010 inszenierte die Schweizer Regisseurin Barbara Weber in den Münchner Kammerspielen das Projekt: Bonnie und Clyde.
- Am 19. Mai 2012 fand im Stadttheater Landshut die Premiere des Stücks Bonnie und Clyde statt. Unter der Leitung von Dramaturg und Autor des Stücks Peter Oberdorf setzten sich hier 14 Jugendliche des Jugendclubs mit der gemeinsamen Zeit von Bonnie und Clyde auseinander.
- Am 7. September 2014 fand die deutschsprachige Erstaufführung des Musicals Bonnie & Clyde von Frank Wildhorn im Theater Bielefeld statt.[15]

### Belletristik
- Christina Schwarz: Bonnie. Atria, New York 2020, ISBN 978-1-4767-4545-9.